# Maurice Lefebvre-Lourdet
Pour les articles homonymes, voir Lefebvre.
Maurice Albert Joseph Simon Lefebvre, dit Lefebvre-Lourdet ou Lourdey, né à Paris le 8 avril 1860 et mort à Paris le 26 mai 1934, est un peintre, dessinateur, illustrateur et affichiste français.

## Parcours

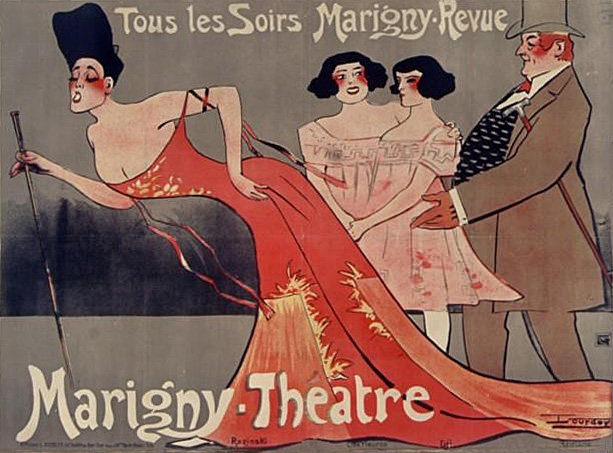
Affiche pour la revue du Théâtre Marigny (1906).

Maurice Lefebvre-Lourdet collabore, sous la signature de « Lourdey », à de nombreux journaux satiriques tels que Le Journal pour tous, le Journal amusant, Le Rire, Le Sourire, Le Petit Journal pour rire et Gil Blas. Il illustre des livres, en particulier ceux de Léon Xanrof et de Miguel Zamacoïs.
En 1885, il est membre de la Société des artistes français et il expose au salon des artistes français à Paris entre 1885 et 1892, puis au salon des humoristes entre 1907 à 1915. En 1911, il collabore à l'exposition internationale des industries et du travail de Turin.
Il est notamment l'auteur d'un recueil de 24 dessins humoristiques représentant les peintres de l'époque dans l'exercice de leur art, intitulé Comment procèdent les maîtres et parus dans la Revue illustrée et dans Les Annales politiques et littéraires, vers 1894.
Ayant pris le nom de Lourdet en hommage à l'un de ses ancêtres, Simon Lourdet, cofondateur de la Manufacture de la savonnerie, il signait « Lourdey » comme illustrateur et « Lefebvre-Lourdet » comme peintre.